# Начинающий адепт
«Адепт начинающий» (англ. «Apprentice Adept») — цикл из семи книг американского писателя Пирса Энтони, написанных в жанрах научной фантастики и фэнтези. События книг цикла происходят на планетах Фаза и Протон — двух мирах, которые занимают одно и то же место в разных плоскостях реальности. Фаза — цветущий мир, в котором действует магия, тогда как Протон — бесплодная, но чрезвычайно богатая полезными ископаемыми технологически развитая планета.
В начале цикла каждый человек, родившийся на Фазе или Протоне, имеет аналога, который живет в другом мире. Те, кто не имеет такого аналога (например, эмигрант с другой планеты поселяется на Протоне, или если один из аналогов умирает), могут переходить в другой мир сквозь энергетический «занавес», который разделяет две реальности. Цикл состоит из следующих книг (в скобках обозначен год первого издания):
- «Расколотая бесконечность» («Split Infinity», 1980)[1]
- «Голубой адепт» («Blue Adept», 1982)
- «Совмещение» («Juxtaposition», 1983)
- «Вне Фазы» («Out of Phaze», 1987)
- «Робот-адепт» («Robot Adept», 1988)
- «Точка зрения единорога» («Unicorn Point», 1989)
- «Сдвиг по Фазе» («Phaze Doubt», 1990)

Первые три книги описывают приключения протонского крепостного именем Стайл, который попадает в Фазу и становится там влиятельной политической фигурой. Следующие три книги посвящены приключениям Маха (сына оригинального Голубого адепта) и Бейна (сына Стайла). Наконец, главными героями седьмой книги цикла является девятилетние дети Маха и Бейна — Флах и Непе.

## Протон
Во вселенной книг цикла Протон — лишь одна из многих планет Галактики, населенных людьми. Большая часть атмосферы планеты была уничтожена в процессе добычи протонита, ценнейшего энергоносителя, и жители Протона вынуждены жить в городах, покрытых куполами, под которыми искусственно поддерживаются благоприятные для жизни условия.
Несмотря на развитую науку и технологии, социально-экономический уклад жизни на Протоне напоминает средневековье. Планетой управляют немногочисленные сказочно богатые граждане, но подавляющее большинство ее населения составляют так называемые крепостные. Каждый крепостной работает на кого-то из граждан; крепостные должны все время оставаться полностью голыми и не имеют права одеваться иначе, чем по прямому приказу своего работодателя.
Гражданин имеет полную власть над своими крепостными и может делать с ними все, что ему заблагорассудится. Однако несмотря на это крепостные не является на самом деле рабами: все они выбрали крепостничество добровольно. После двадцати лет работы на гражданина крепостной покидает планету, получая в качестве платы грамм протонита. Хотя на самом Протоне это довольно мизерная сумма, за его пределами ее достаточно, чтобы сделать бывшего крепостного состоятельным человеком, обеспечив его на всю оставшуюся жизнь. Многие крепостных предпочли бы остаться на Протоне и по окончании двадцатилетнего срока, но это обычно невозможно.
Кроме Граждан и крепостных Протон также населяют роботы, некоторые из которых осознают себя и пользуются свободой воли; в начале первой книги цикла наличие у роботов свободы воли широко не известна и держится роботами в тайне. Во вселенной «Адепта» человечество контактирует с инопланетными разумными существами, некоторые из которых также проживают на Протоне.

## Игра
Главным развлечением крепостных в свободное от работы время является Игра. В Игре участвуют два человека; матч Игры начинается с определения способа игры с помощью игровой консоли. Изначально игровая консоль имеет вид таблицы, по столбцам которой находятся четыре категории игры: 1) физическое, 2) умственная, 3) азартная или 4) художественная, а строки определяют, как игроки будут вести игре: а) голыми, б) с помощью орудия или оружия, в) с помощью машин или д) животных.
Один из игроков выбирает столбик, второй — строку. После того, как начальная природа следующей игре определена, игроки в похожей способ конкретизируют его условия далее; например, комбинация художественная / голый в одном матче может стать соревнованием в танцах, а в другом — в умении сочинять стихи экспромтом. Комбинация азартная / орудия включает в себя, между другими, настольные и карточные игры; большинство общеизвестных видов спорта относятся к категории физических игр. Таким образом невозможно предсказать, какие именно знаний и навыков потребует данный конкретный матч.
Выбирая вид игры, опытный игрок применяет свои знания оппонента для того, чтобы выбрать вид спорта, которым он сам владеет лучше, а противник — хуже. Понятно, что возможности для этого ограничены, поскольку игроки делают свой выбор по очереди. Ежегодно между успешными игроками устраивается Турнир. Если в финале турнира побеждает крепостной, он автоматически получает протонское гражданство и приобретает процент годовой добычи протонита, которой примерно равен одному килограмму в момент получения гражданства. Остальные участники турнира, которым удалось продержаться до финала, получают право продлить срок своего крепостного права еще на год в дополнение к стандартным двадцати.
Граждане не только участвуют в Игре, но и делают ставки на её результаты на огромные суммы. Если гражданин проигрывает на этих пари больше, чем может оплатить из своей доли в добыче протонитовых шахт, ему запрещается делать ставки до восстановления своей платежеспособности.

## Фаза
В отличие от Протона Фаза — цветущий зеленый мир. Кроме людей, его населяют несколько видов фантастических существ: единороги, вурдалаки, вампиры, тролли, а также звероголовые — люди с головами животных, такие как Минотавр или Анубис. Как и в классической литературе жанра фэнтези, магия является частью повседневной жизни на Фазе. Источником магической энергии является фазит — аналог протониту по другую сторону завесы между мирами.
Также, как магия полностью отсутствует на Протоне, на Фазе невозможны любые высокие технологии. Например, когда один из протонитских самосознательных роботов пересек занавес, он сразу выключился и оставался выключенным, пока его не вернули в родное измерение. Позже того же самого робота с помощью магии удалось превратить в голема, который был способен активно действовать в обоих мирах, питаясь электричеством на Протоне и магической энергией — на Фазе.
Большинство людей на Фазе в определенной степени владеют магией, но не являются профессиональными чародеями. Исключение составляют адепты — чрезвычайно мощные колдуны.
Единороги во вселенной сериала несколько отличаются от традиционного для литературы фэнтези канона. Единороги Фаза — такие же разумные существа, как и люди. Все единороги — оборотни; они могут принимать человеческую форму, а также форму какого-то другого животного; третья форма у каждого единорога индивидуальная и приобретается в процессе обучения.
В человеческой форме единороги могут разговаривать; в своей естественной форме они общаются с помощью звуков, которые издают своим рогом. Рог единорога пустой внутри и имеет несколько отверстий, единороги могут закрывать и открывать, изменяя высоту тона и создавая аккорды. Все единороги — прирожденные музыканты. Каждый из единорогов, описанных в сериале, имитирует своим углом какой-то музыкальный инструмент; это также индивидуальная черта. Например, рог Нейсе, одной из основных персонажей цикла, звучит как губная гармоника, а угол ее брата Клипа имитирует саксофон.
Еще одной особенностью магического мира Фаза является Оракул. Собственно Оракул постоянно скрыт от внешнего взгляда внутри своего дворца по причинам, которые раскрываются в более поздних книгах сериала, но посетители могут общаться с ним с помощью переговорных трубок. Каждому запрашивающему Оракул отвечает лишь на единственный вопрос. Ответы Оракула фаза, как и пророчества античного Дельфийского Оракула, как правило, загадочные и непонятные, но всегда точные, хотя это и не сразу становится очевидным.